# Wendlandia budleioides
Wendlandia budleioides är en måreväxtart som beskrevs av Nathaniel Wallich, Robert Wight och George Arnott Walker Arnott. Wendlandia budleioides ingår i släktet Wendlandia och familjen måreväxter. Inga underarter finns listade i Catalogue of Life.